# Silke Horner
Silke Horner (República Democrática Alemana, 12 de septiembre de 1965) es una nadadora alemana retirada especializada en pruebas de estilo braza, donde consiguió ser campeona olímpica en 1988 en los 200 metros.

## Carrera deportiva
En los Juegos Olímpicos de Seúl 1988 ganó la medalla de oro en los 200 metros braza, con un tiempo de 2:26.71 segundos que fue récord del mundo, por delante de la china Huang Xiaomin y la búlgara Antoaneta Frenkeva, y el bronce en los 100 metros también estilo braza, con un tiempo de 1:08.83 segundos, tras dos nadadoras búlgaras Tanya Dangalakova y de nuevo Antoaneta Frenkeva; además ganó el oro en los relevos de 4 x 100 metros estilos, por delante de Estados Unidos y Canadá.